# Vuotnaberget
Vuotnaberget är ett naturreservat i Jokkmokks kommun i Norrbottens län.
Området är naturskyddat sedan 1997 och är 0,5 kvadratkilometer stort. Reservatet omfattar brant sydsluttning av Vuotnaberget. Reservatet består av tallskog med inslag av gammelgranar och lövträd. 